# Rijkscollectie
De Rijkscollectie is de kunstcollectie van de Staat der Nederlanden en bestaat uit ongeveer 150.000 objecten. Ongeveer een derde daarvan is als langdurig of tijdelijk bruikleen ondergebracht bij musea, in beheer overgedragen aan de verzelfstandigde rijksmusea of tentoongesteld bij overheidsinstellingen waaronder ministeries, de Paleizen en de Staten-Generaal. Het niet uitgeleende deel wordt in depots in het CCNL in Amersfoort bewaard.

## Herkomst
De herkomst van de voorwerpen varieert van rijksaankopen uit 1932-1992, schenkingen, legaten, gerecupereerde kunstwerken (onder andere de Nederlands Kunstbezit-collectie) die na de Tweede Wereldoorlog aan de Staat zijn toegevallen en werken die door het uitvoeren van de Beeldende Kunstenaars Regeling in bezit van het rijk kwamen. Naast kunstwerken die eigendom zijn van de staat omvat de collectie ook werken die 'aan de zorg van de staat zijn toevertrouwd'.

## Beheer
Na de Tweede Wereldoorlog werd in 1949 een dienst gevormd voor het beheer van kunstwerken in rijksbezit die zich buiten de rijksmusea bevonden. Deze Dienst voor ’s Rijks Verspreide Kunstvoorwerpen viel onder het toenmalige ministerie van Onderwijs, Kunsten en Wetenschappen. In 1975 werd de naam gewijzigd in Dienst Verspreide Rijkscollecties. In 1984 volgde een fusie met de Nederlandse Kunststichting en het Bureau Beeldende Kunst Buitenand tot de Rijksdienst Beeldende Kunst die in 1997 met het Centraal Laboratorium en de Opleiding Restauratoren is opgegaan in het Instituut Collectie Nederland. Tegenwoordig is het beheer in handen bij de Rijksdienst voor het Cultureel Erfgoed.
De verzelfstandigde rijksmusea hebben op grond van de Erfgoedwet een wettelijke beheertaak en krijgen daarvoor een vaste subsidie van de rijksoverheid.

## Samenstelling van de collectie
De samenstelling varieert van archeologica tot beeldende kunst. De collectie beeldende kunst omvat oude en moderne schilder-, teken-, prent- en beeldhouwkunst. De nadruk ligt op de Nederlandse kunst en kunstenaars.
Er is ook een collectie toegepaste kunst waarin zich architectuurfragmenten, meubelen, sieraden en objecten van glas, keramiek, metaal en textiel bevinden. De collectie is verdeeld in de volgende deelcollecties:
- schilderkunst: familieportretten (17e-20e eeuw), landschappen, zeegezichten, stillevens en interieurs, religieuze taferelen uit de 17e-19e eeuw;
- teken- en prentkunst: werken op papier van 1850 tot heden;
- sculpturen uit de 20e eeuw;
- sieraden uit de tweede helft 20e eeuw;
- keramiek: met Chinees porselein en Delfts aardewerk (onder andere afkomstig uit de collectie van de Zeeuwse antiquair Willem Hendrik Bal (1880-1962) en uit de collectie van W.F.K. baron Van Verschuer), tegels (collectie Lambert van Meerten) en vrije naoorlogse keramiek;
- Nederlands aardewerk uit de periode 1890-1940 (waaronder een grote collectie van De Porceleyne Fles uit Delft), serviesgoed (gebruiksaardewerk) uit de jaren 1945 tot heden;
- collectie van Willem van Rede (1880-1953) (vooral schilderijen en meubelen uit de tweede helft van de 19de eeuw);
- meubelen, 19e-eeuwse en Nederlandse meubelkunst uit de jaren 1900-1970;
- inventaris Jachthuis Sint-Hubertus met onder meer meubelen van Hendrik Petrus Berlage.

### Kunstenaarslegaten
Ook werken van individuele kunstenaars, van wie (een deel van) hun artistieke nalatenschap aan de Staat der Nederlanden is nagelaten, maken deel uit van de Rijkscollectie.

Voorbeelden daarvan zijn:
- Theo van Doesburg (1883-1931)
- Leo Gestel (1881-1941)
- Dolf Henkes (1903-1989)
- Lucebert (Lubertus Swaanswijk) (1924-1994)
- Albert Plasschaert (1866-1941)
- Johan Marinus de Vries (1892-1982)
- Willem Witsen (1860-1923).